# Andreaea javanica
Andreaea javanica är en bladmossart som beskrevs av J. Fröhlich 1955. Andreaea javanica ingår i släktet sotmossor, och familjen Andreaeaceae. Inga underarter finns listade i Catalogue of Life.